# Вознесенский собор (Новоселенгинск)
Храм Вознесе́ния Госпо́дня (Вознесе́нский собо́р) — православный храм в посёлке Новоселенгинск в Бурятии. Построен в честь «чудесного избавления» императора Александра II от покушения 25 мая 1867 года.

## История
Каменный храм построен на месте сгоревшей деревянной церкви. По местным легендам, иконостас для храма расписывал декабрист Николай Бестужев.
Сбор денег на строительство каменного храма начался в 1869 году и продолжался более 10 лет. Ктиторами (попечителями) строительства были отставной титулярный советник Алексей Седов, селенгинский купец Пётр Малягин, кяхтинский купец Александр Лушников и мещанин Михаил Протопопов. Храм строился по образцу кяхтинской Покровской церкви, построенной в 1866 году по одному из типовых проектов архитектора Константина Тона, рекомендованных для приходских церквей. Мастер из Троицкосавска Фёдор Федотьевич Волков набрал бригаду из 65 человек. Основные строительные работы были завершены к 1884 году и до 1887 года работы велись, в основном, внутри храма.
19 сентября 1888 года епископом Селенгинским Мелентием (Якимовым) был освящён главный престол в честь Вознесения Христова. Южный придел во имя Иоанна Предтечи освящён епископом Георгием 17 сентября 1895 года, северный придел во имя Иннокентия Иркутского освящён 18 сентября 1895 года. Колокола отливались на Петровском заводе.
В 1893 году в приходе храма числилось 2888 душ обоего пола. При соборе была Вознесенско-Троицкая церковно-приходская школа.
В 1897 году Вознесенский собор был назван главным храмом города Селенгинска. В начале XX века вокруг собора была выстроена каменная ограда с деревянными решётками (до настоящего времени не сохранилась).
Постановлением Президиума ЦИК Бурят-Монгольской АССР за № 26 от 16 апреля 1935 года Вознесенский собор был закрыт и стал использоваться различными организациями. Во время пожара в 1963 году здание собора сильно пострадало. Были утрачены деревянные глухие барабаны с шатрами и кровля храма.
Новый православный приход был зарегистрирован 19 марта 1996 года. Собор передан в пользование Улан-Удэнской епархии Русской православной церкви приказом Министерства культуры Республики Бурятия за № 110 от 14 мая 1999 года.

## Галерея

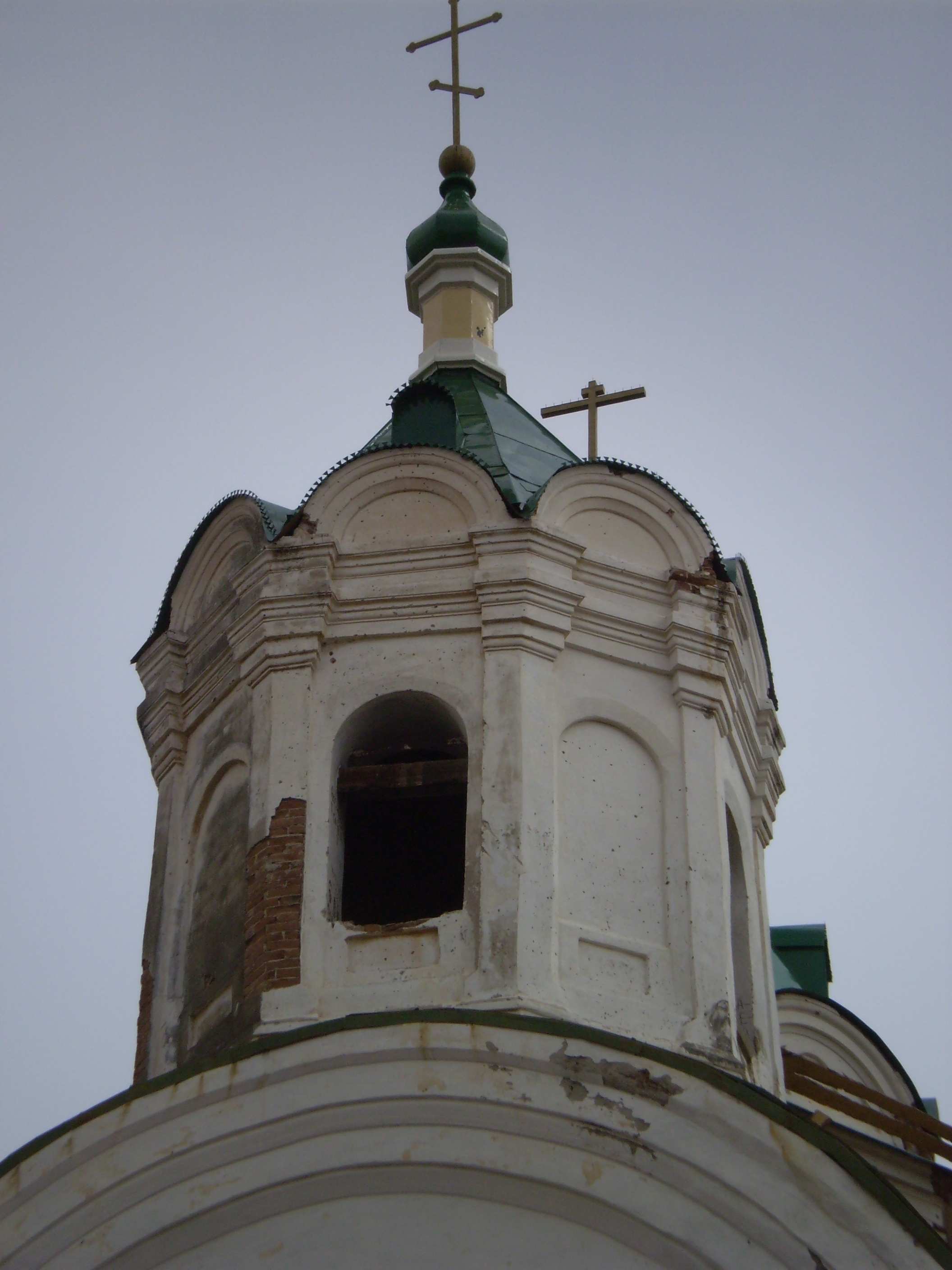
Купала
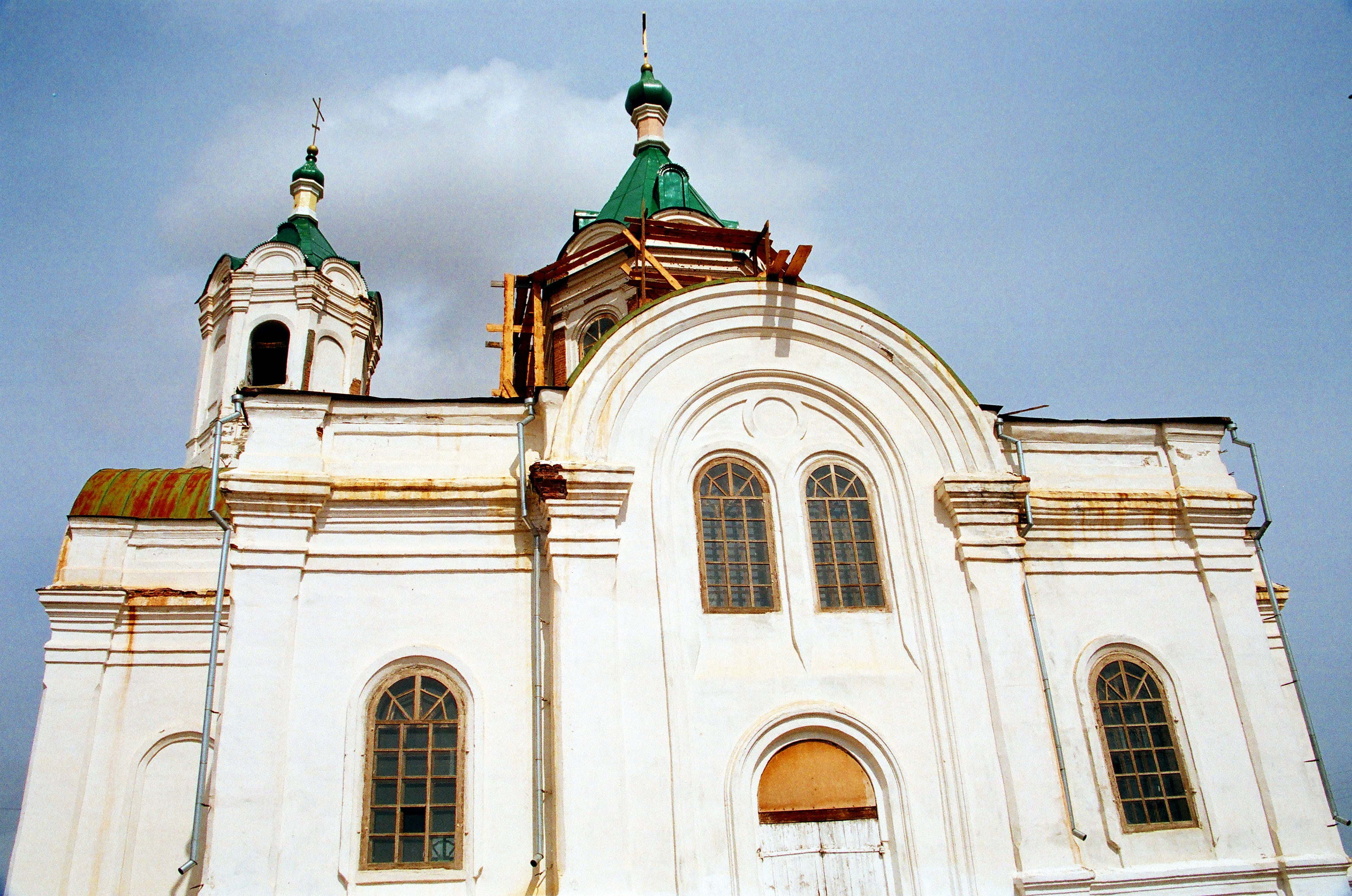
Южный фасад
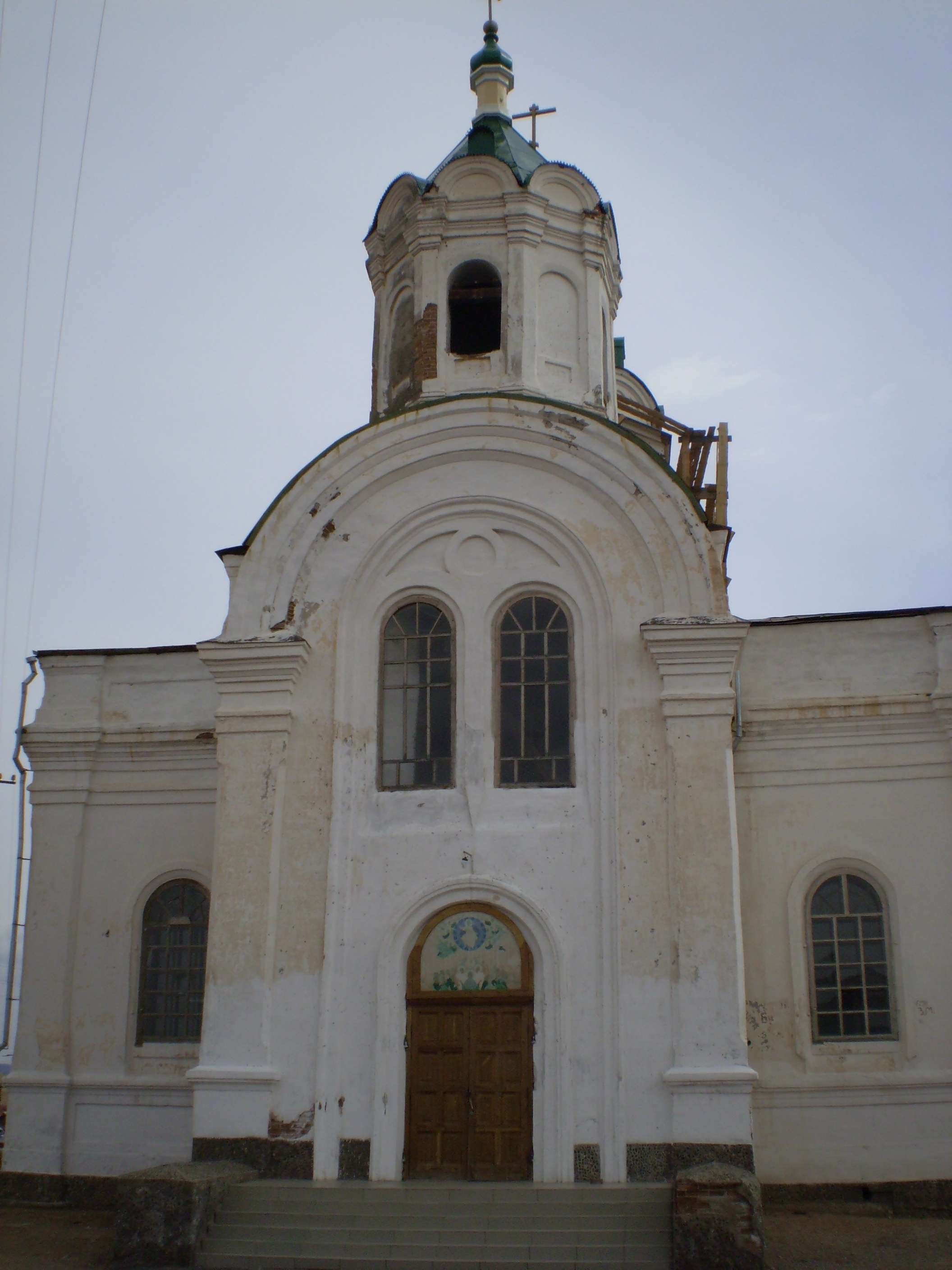
Северный фасад